# 丁子高
丁子高（英語：Real Ting，1979年7月31日—），原名丁浩霖（英語：Gary Ting Ho Lam），是香港女藝人楊千嬅的丈夫，兩人育有一子。
丁子高從事公關行業超過十年，曾經參與策劃無數國際品牌推廣及公關活動。於2011年創立RM Workshop公關公司，同期，被世界知名4As廣告集團之一DDB香港恆美廣告國際有限公司邀請為合作伙伴。2013年，創立Collaboration Group至今，為公司創辦人及總監。及後於2017年，再創立「正向文化娛樂有限公司」；負責藝人管理、演唱會及活動策劃等。

## 生平

### 早年生活
丁子高原名丁浩霖，父親是皮革商人丁永方。妻子是香港歌手楊千嬅。丁子高的堂兄是演員丁子峻。丁子高於香港出生，於香港聖若瑟小學以及聖瑪加利書院就學。他在就讀中學時曾經參加學生會活動、擔任風紀和少年警訊會長。又參與過校內的歌唱比賽。直至讀至中三時，丁子高被家人送到上海讀書，隨後到新西蘭就讀奧克蘭大學。1999年參加全球華人新秀歌唱大賽，曾經是樂隊組合VRF成員，但VRF最後在2002年拆夥。

### 事業
丁子高從事公關行業超過十年，曾於IPS傳藝公關廣告公司擔任項目總監一職。及後於2010年被DDB香港恆美廣告國際有限公司邀請為合作夥伴，擔任PR Communication Director。2013年，創立Collaboration Group至今，為公司創辦人及總監。多年來努力不懈，參與策劃無數國際品牌推廣、市場策劃及公關活動，曾合作之品牌多不勝數，包括多個國際時裝及護膚品牌、地產企業、飲食行業及FMCG產品等等；業務觸及香港本地、澳門、台灣及大中華主要城市如廣州、上海、北京等地。及後於2017年，再創立「正向文化娛樂有限公司」；負責藝人管理、演唱會及活動策劃等。
2018年，楊千嬅正式簽約「正向文化娛樂有限公司」旗下，丁子高擔任其經理人，至2019年楊千嬅舉辦《MY Beautiful Live 楊千嬅世界巡迴演唱會》，並於廣州揭開序幕，丁子高則首次擔任出品人和監製，預計將合力展開五十多場的巡唱。
其後，丁子高因颱風「山竹」襲港時有感而發，積極推動環保活動，於2019年與環保團體一同策劃「不要膠下去」減塑活動。丁子高表示自己每天會做運動，不論是做Gym或是跑街，他也自備毛巾和水樽，支持環保。

## 家庭生活
2009年8月11日，丁子高於美國拉斯維加斯和香港歌手楊千嬅註冊結婚，兩人育有一子。

## 綜藝節目
- 2015年 《极速前进2》
- 2016年 《我愛香港》
- 2019年《娛樂大家》
- 2019年《娛樂大家2》
- 2019年《妻子的浪漫旅行第三季》
- 2021年《做家務的男人 (第三季)》

## 外部參考
- 香港富豪第2代 - 丁子高（页面存档备份，存于）、王賢誌
- 丁子高的Instagram帳戶